# آسكين واستبيكور
آسكين واستبيكور (بالفرنسية: Acquin-Westbécourt)‏ هي بلدية فرنسية تقع في إقليم باد كاليه من منطقة نور با دو كاليه في شمال فرنسا. تبلغ مساحة هذه المدينة 14.29 (كم²)، وترتفع عن سطح البحر 80 م، يبلغ عدد سكانها 678 نسمة حسب إحصاء المعهد الوطني للإحصاء والدراسات الاقتصادية سنة 2009 م. وترأس Hubert Maillot البلدية خلال فترة (2008-2014).